# Halkær Å
Halkær Å är ett drygt 15 km långt vattendrag i Danmark.   Det ligger i Region Nordjylland, i den norra delen av landet, 230 km nordväst om Köpenhamn. Ån börjar sydost om Års där flera småbäckar rinner ihop. Den rinner ihop med Sønderup Å innan mynningen i Limfjorden.